# 翼柄碎米荠
翼柄碎米荠（学名：Cardamine komarovii）为十字花科碎米荠属的植物。分布于朝鲜以及中国大陆的吉林、黑龙江、辽宁等地，生长于海拔750米至830米的地区，多生长在林区河边及林下溪边阴湿地，目前尚未由人工引种栽培。模式标本采自朝鲜。